# Ein Heller und ein Batzen
" Ein Heller und ein Batzen " es una canción popular alemana. Escrita por Albert von Schlippenbach en 1830 como una canción para beber, más tarde se convirtió en una popular canción de marcha en la Wehrmacht durante la Segunda Guerra Mundial.

## Malas interpretaciones en Europa occidental
"Ein Heller und ein Batzen" era cantada con frecuencia por las tropas alemanas que ocupaban Europa durante la Segunda Guerra Mundial, al mismo tiempo en que las poblaciones de los países ocupados (especialmente en Francia y Polonia), la designaron bajo el nombre de "Heidi, heido, Heida” (basándose en el estribillo) y asociándola erróneamente con el nacionalsocialismo, a pesar de su naturaleza simple y apolítica. 
Incluso hoy en día, la ignorancia de la cultura y el idioma alemán ha llevado a una variedad de interpretaciones erróneas, lo que a menudo genera controversia cuando se toca fuera de Alemania. 
La canción no corresponde al artículo 86.º del Código Penal alemán, que prohíbe la difusión de signos de organizaciones inconstitucionales, como es el caso de Horst-Wessel-Lied. El Luftwaffenmusikkorps 4 der Bundeswehr Hamburg, música de la Luftwaffe (Fuerza Aérea del Bundeswehr), con sede en Hamburgo, incluso la ha incluido en su repertorio.

## Letra
| Alemán | Traducción al español |
| Primer verso | Primer verso |
| --- | --- |
| Ein Heller und ein Batzen, die waren beide mein Der Heller ward zu Wasser, der Batzen ward zu Wein                                        | Un Heller (centavo) y un Batzen (diez centavos), ambos eran míos El Heller fue por agua, el Batzen fue por vino.                                            |
| Coro | |
| Heidi, Heido, Heida, heidi, heido, heida, heidi, heido, heida, ha ha ha ha ha ha ha                                                       | Heidi, Heido, Heida, Heidi, Heido, Heida, Heidi, Heido, Heida, ja ja ja ja ja ja ja ja                                                                      |
| Segundo verso | |
| Die Wirtsleut und die Mädel, die rufen beid: Oh weh! Die Wirtsleut, wenn ich komme, die Mädel, wenn ich geh Wiederhole Refrain            | Los camareros y las chicas, ambos gritan: ¡Oh no! Los camareros lo gritan cuando vengo, las chicas cuando voy. Repite el coro                               |
| Tercer verso | |
| Meine Strümpfe sind zerrissen, meine Stiefel sind entzwei und draußen auf der Heiden, da singt der Vogel frei Wiederhole Refrain          | Mis calcetines están rotos, mis botas se han roto. Y afuera en el pincel el pájaro canta libremente. Repite el coro                                         |
| Cuarto verso | |
| Und gäb's kein Landstraß nirgends, da säß ich still zu Haus und gäb's kein Loch im Fasse, da tränk ich gar nicht draus Wiederhole Refrain | Y si no hubiera caminos rurales, estaría sentado tranquilamente en casa. Y si no hubiera un agujero en el barril, no estaría bebiendo de él. Repite el coro |
| Quinto verso | |
| War das 'ne große Freude, als ihn der Herrgott schuf ein Kerl, wie Samt und Seide, nur schade, daß er suff Wiederhole Refrain             | ¿No fue una gran alegría cuando el Señor Dios lo creó? Un tipo como el terciopelo y la seda; una pena que bebiera Repite el coro                            |

## Interpretaciones modernas
La Banda Militar alemana Musikkorps Der 11. Panzer-Grenadier-Division (Banda Comandada por el Mayor Hans Friess Durante la Grabación) en el año 1961 publicaría una de las versiones más famosas de esta canción en un álbum llamado "Wir Singen Und Marschieren".
El cantante alemán de música Schlager Heino incluyó una versión de esta canción en su álbum de 1968 Llamado "... Und Sehnsucht Uns Begleitet".
La banda alemana de heavy metal Accept incorporó esta canción a "Fast as a Shark" en su álbum de 1982, Restless and Wild. 
En el Año 2001 la Banda Militar alemana Heeresmusikkorps 4 Regensburg publicaría un álbum llamado "Die Schönsten Märsche Mit Gesang" en el cual se podía encontrar una versión mucho más moderna de esta canción.